# Jaciment romà de sa Mesquida
El jaciment romà de sa Mesquida és un jaciment arqueològic d'època romana situat al nucli de Santa Ponça, dins el terme de Calvià. Es tracta d'una vil·la romana, un assentament relacionat amb les activitats agràries pròpies i l'aprofitament dels recursos marins, atesa la proximitat a la mar. És conegut del segle xix ençà i ha estat afectat per diverses obres modernes. El seu moment àlgid se situa dins el segle i dC. Es tracta de la primera vil·la romana excavada a Mallorca.

## Localització
El jaciment de Sa Mesquida està situat a la badia de Santa Ponça adjacent a un supermercat, a l'avinguda del Rei Jaume I, i a uns 500 m. de la mar. La zona, actualment un nucli turístic de gran activitat, antigament era un salobrar, una zona humida on desemboca el torrent de Galatzó. Per altra banda, es tracta d'una badia amb gran intensitat de poblament prehistòric, on destaca, sobretot, el poblat talaiòtic del Puig de la Morisca i l'assentament comercial del Turó de les Abelles, un centre d'intercanvi comercial entre els indígenes i els mercaders púnics anterior a la conquesta romana que confirmen que la zona ha estat un lloc de gran activitat comercial i productiva.

## Història del jaciment
El seu descobriment es va esdevenir a final del segle xix, quan Seguí Rodríguez el 1886 va notar l'aparició de ceràmiques en els voltants d'un lloc anomenat la Mesquida. El 1976, amb motiu de les obres d'un xalet es varen recollir diversos materials, però no va ser fins al 1984, amb la construcció d'un supermercat, quan es trobaren les primeres estructures i es començaren les excavacions sistemàtiques del jaciment.
Les excavacions s'han anat realitzant fins a 2010 amb campanyes dirigides per la Universitat de Granada i la Universitat de Barcelona. Actualment el jaciment es troba assimilat al pròxim Parc Arqueològic del Puig de la Morisca.

## Descripció
Els resultats obtinguts a les excavacions han permès descobrir l'estructura d'una part de la vil·la romana i conèixer les activitats a què es dedicaven els seus habitants. Les estructures arquitectòniques exhumades demostren l'existència d'una sèrie d'habitacions de dimensions similars disposades al voltant d'un pati central on es troba un pou, i unes altres situades a la part posterior.
Un dels descobriments més importants són les restes d'un forn per a la fabricació de ceràmica i dos abocadors a on es tiraven les peces defectuoses o massa cuites. Per una altra part la presència de restes de dipòsits per a la transformació de productes del camp i d'altres indicis com un pes de xarxa, suggereixen que l'assentament estava dedicat a l'explotació de recursos agraris i marins pròxims, així com a la producció de ceràmica comuna.

### Habitacions
La cronologia d'aquestes estructures apunta cap al segle i dC, a pesar que les darreres campanyes han permès documentar l'existència de diferents fases abans de la nostra era.
- Habitació II. Excavada completament. Té l'entrada constituïda per un sol bloc de pedra calcària. En els seus angles aparegueren dues estructures semicirculars amb restes de cendres.[2]
- Habitació VI. Està situada, com l'habitació II, entorn de l'àrea oberta de l'edificació. Està formada per un depòsit de planta rectangular, un paviment que cobria part del sòl i un pou, no excavat, situat en un angle de l'habitació.[3]
- Habitació VII. S'hi observen dos paviments superposats d'opus signinum. També s'hi trobaren nombrosos fragments de plom allargats amb una canaleta central i com dues peces de terra sigillata sudgàl·lica.[3]

Els materials trobats en aquest sector estan en procés d'anàlisi, però totes les troballes suggereixen una activitat entorn del segle i dC. Entre aquestes peces hom hi troba un pes de xarxa, fragments d'àmfores ebusitanes, sigil·lates itàliques una de les quals amb la marca proci/saefi feta a Arezzo en el primer quart del segle i dC, i diverses monedes del mateix segle, de Tiberi i Neró.

### La cisterna
Un dels descobriments més espectaculars fou la cisterna que es pot veure a l'entrada d'un bloc d'apartaments a la vila Puig Blanc. Amb motiu de les obres al solar, una pala excavadora va arrasar part de la coberta d'aquesta cisterna. L'excavació arqueològica va demostrar que aquesta estructura havia estat utilitzada com a femer el segle segle v dC i també a finals del segle vi.
Al seu interior es varen trobar mostres de deixalles de la vida quotidiana a la vil·la en aquells temps: ceràmica de cuina, àmfores, vidres, materials de construcció i molta fauna que ha permès obtenir informació sobre els hàbits alimentaris i activitats com la caça. Entre les ceràmiques recuperades es troben peces arribades de tot el Mediterrani: del Pròxim Orient, del nord d'Àfrica, del sud de la Gàl·lia, de la península Ibèrica i d'Eivissa, que forneixen dades molt valuoses sobre el comerç marítim durant l'Antiguitat tardana i que fan descartar la idea que durant aquesta època les Balears estaven isolades després de la caiguda i crisi del món romà.